# Reaktor EWA

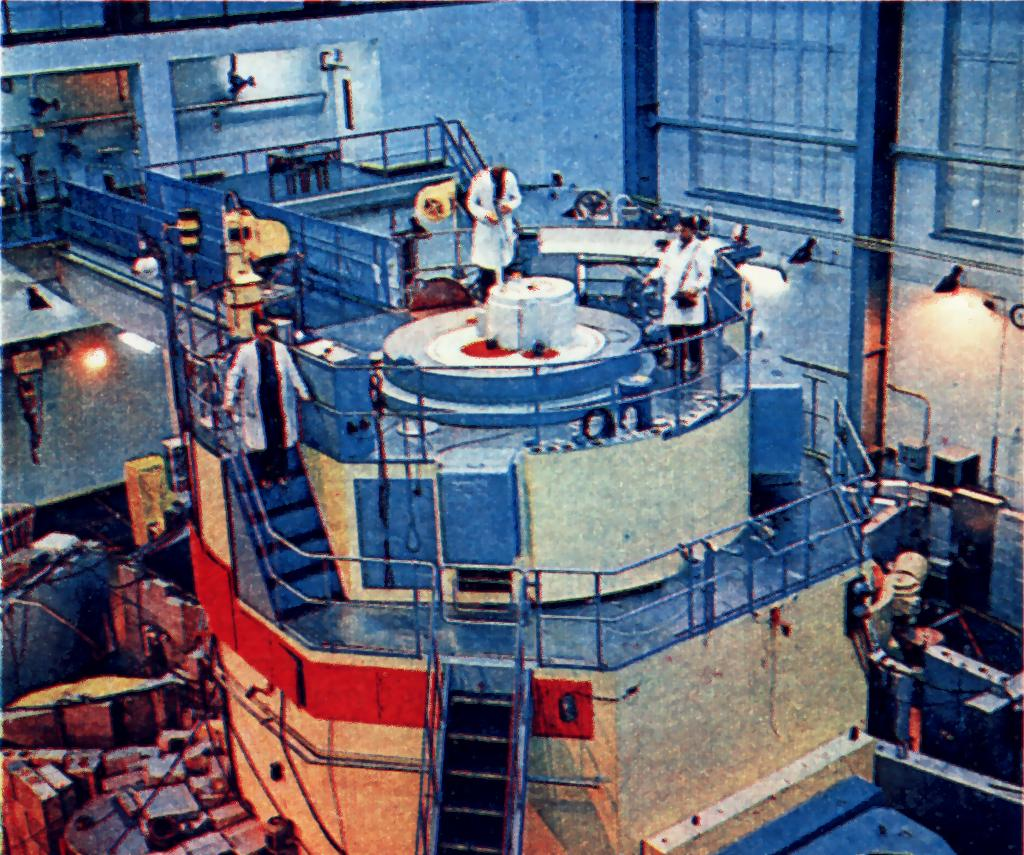
Zdjęcie z „Młodego Technika” 9/1974

Reaktor EWA – pierwszy w Polsce badawczy reaktor jądrowy typu WWR-S, znajdujący się w dawnym Instytucie Badań Jądrowych (obecnie w Zakładzie Unieszkodliwiania Odpadów Promieniotwórczych) w otwockim Świerku. Nazwa reaktora była akronimem od wyrazów: eksperymentalny, wodny, atomowy.

## Historia
Po 1955 roku, kiedy zdjęto klauzulę tajności z tematu pokojowego wykorzystania energii jądrowej, Związek Radziecki mógł zaoferować krajom socjalistycznym sprzedaż reaktorów doświadczalnych opracowanych w ZSRR. Wartość kontraktu strona radziecka wyceniła na 15 mln USD i taką też ofertę przedstawiła krajom zainteresowanym zakupem. Jednakże przeprowadzona przez Instytut Badań Jądrowych analiza (mająca za podstawę porównanie kosztów zachodnich urządzeń podobnej klasy) wykazała, iż kwota ta jest poważnie zawyżona. W wyniku podjętych negocjacji ostateczną wartość transakcji ustalono na 5,5 mln USD za gotowy reaktor wraz ze wsadem paliwowym.
Budowa reaktora rozpoczęła się wiosną 1956 roku. Gotowa konstrukcja została przekazana przez Związek Radziecki. 31 maja 1958 roku reaktor osiągnął stan krytyczny, jego uruchomienie i przekazanie do eksploatacji nastąpiło 14 czerwca 1958 roku. Podobne reaktory powstały w tym czasie także w instytutach w Leningradzie, Obninsku, Ałma-Acie, Taszkencie i Budapeszcie.
24 lutego 1995 roku reaktor wyłączono, ze względu na zużycie poszczególnych elementów i materiałów. Proces likwidacji rozpoczęto w roku 1997. Do 2002 roku usunięto paliwo jądrowe i substancje wysokoaktywne oraz zdemontowano reaktor. Planowane jest wykorzystanie korpusu reaktora jako suchego przechowalnika wypalonego paliwa.
Paliwo z reaktora, po zamknięciu w szczelnych pojemnikach wypełnionych gazem obojętnym (helem), przechowywane jest w mokrych przechowalnikach na terenie Instytutu. Jego część, wraz z paliwem z reaktora Maria (łącznie 450 kg wysoko wzbogaconego wypalonego paliwa), została w latach 2009–2010 wywieziona w pięciu transportach do Rosji (kraju pochodzenia).
Wizerunek reaktora został umieszczony na odwrotnej stronie banknotu 20 000 zł (PLZ). Na stronie przedniej zamieszczono wizerunek Marii Skłodowskiej-Curie.
W północnym narożniku hali reaktora EWA powstał w 1963 r. reaktor mocy zerowej Maryla.

## Budowa i parametry reaktora

### Pierwotna konstrukcja
Reaktor EWA (akronim słów eksperymentalny, wodny, atomowy) był reaktorem lekkowodnym o mocy cieplnej 2 MW, produkcji radzieckiej, typu WWR-S (ros. ВВР-С) o konstrukcji zbiornikowej. Woda destylowana spełniała w nim funkcje moderatora i chłodziwa.
Rdzeń reaktora, o objętości około 0,1 m³, umieszczony był w aluminiowym zbiorniku, wypełnionym wodą chłodzącą. W rdzeniu, przy pełnym załadunku, umieszczone było około 800 prętów paliwowych, zgrupowanych w 52 kasety paliwowe, zawierające 16 prętów każda. Pręty paliwowe miały długość 50 cm, w kasecie tworzyły siatkę kwadratową o skoku 17,5 mm. Kasety wstawiane były do aluminiowego separatora, umożliwiającego przepływ chłodziwa i utrzymanie stałej odległości między kasetami. W rdzeniu znajdowało się także 9 prętów regulacyjnych i awaryjnych. Rdzeń otaczało 8 pionowych kanałów stosowanych do produkcji izotopów promieniotwórczych.
Zastosowane paliwo prętowe typu EK-10 miało postać dyspersji uranu w magnezie, otoczone było koszulką aluminiową. Było wzbogacone w 10% w 235U. Przy pełnym załadunku, w reaktorze znajdowało się 65 kg uranu, w tym 6,5 kg izotopu 235U. Minimalna masa krytyczna wynosiła 3,2 kg 235U, co odpowiadało załadowaniu 25 kaset paliwowych. W początkowej fazie kampanii paliwowej reaktora, znajdowało się w nim 4,1 kg 235U – 32 kasety paliwowe.
Przy pracy z pełną mocą, w środku rdzenia osiągany był strumień neutronów termicznych 2×1013 neutronów/s×cm². Woda otaczająca rdzeń spełniała rolę reflektora neutronów, co umożliwiało zmniejszenie ubytku strumienia. Jego średnia wartość w reaktorze wynosiła 1013 neutronów/s×cm².
Chłodzenie reaktora, zapobiegające wrzeniu wody i uszkodzeniu prętów paliwowych, zapewniała woda przepływająca przez jego rdzeń. Woda ogrzana w rdzeniu do temperatury około 35 °C, krążąca w obiegu pierwotnym chłodzenia, kierowana była na rurowe wymienniki ciepła. W wymiennikach tych oddawała ciepło wodzie krążącej w drugim obiegu, chłodzonej w basenie rozbryzgowym. Podczas pracy reaktora, temperatura powierzchni prętów paliwowych osiągała około 90 °C – poziom niestwarzający zagrożenia uszkodzenia aluminiowych koszulek prętów.
Aktywność rdzenia reaktora, podczas pracy z pełną mocą, wynosiła około 1 miliona Ci (~3,7×1016 Bq). Osłony przed promieniowaniem obejmowały warstwę wody (otaczającą zbiornik aluminiowy z rdzeniem), zbiornik żeliwny oraz warstwę betonu. Łączna grubość osłon wynosiła ponad 3 metry. W wodzie następowało spowolnienie neutronów prędkich. Beton, z dodatkiem limonitu (rudy żelaznej), zapewniał pochłanianie głównie promieniowania gamma. Górną osłonę reaktora stanowiła żeliwna pokrywa, w której umieszczona była maszyna załadowcza.
W osłonie reaktora umieszczone było 9 poziomych kanałów eksperymentalnych, rozchodzących się promieniście od rdzenia reaktora. Umożliwiały one kontrolowane wyprowadzenie strumieni neutronów i promieniowania gamma do celów doświadczalnych. Dodatkowy, dziesiąty kanał, stanowiła tzw. kolumna termiczna, służąca do wyprowadzania silnych wiązek neutronów termicznych.
Poniżej reaktora umieszczone były 4 komory gorące, w których możliwe było wykonywanie prac z materiałami promieniotwórczymi. Komory połączone były z reaktorem przez kanały izotopowe. Każda komora wykonana była ze stali kwasoodpornej i otoczona warstwą betonu. Prace z wysokoaktywnymi materiałami w komorach umożliwiały manipulatory.

### Modernizacje
W latach 1964 i 1967 przeprowadzono modernizacje reaktora – m.in. wprowadzono paliwo wzbogacone do 36% – zestawy paliwowe typu WWR-SM, dodano reflektor berylowy. Uzyskano wzrost mocy do poziomów 4 MW w roku 1964, a następnie w roku 1967 początkowo do 8 MW, później do 10 MW. Zwiększono strumień neutronów do 8×1013 neutronów/s×cm². Od roku 1992 stosowano nieznacznie zmodyfikowane zestawy paliwowe typu WWR-M2.

## Eksploatacja
Reaktor EWA rocznie pracował około 3500 godzin. Nigdy nie uległ awarii. 
Reaktor był wykorzystywany przede wszystkim do produkcji izotopów promieniotwórczych. Izotopy wytwarzane w reaktorze EWA, podobnie jak obecnie w reaktorze Maria, stosowane były w medycynie, przemyśle i innych dziedzinach nauki – do leczenia nowotworów, prześwietlania spoin, odlewów, kontroli grubości blach walcowanych.
Przeprowadzano szereg badań związanych z techniką reaktorową i energetyką jądrową. Badania materiałów obejmowały pomiary parametrów neutronowych (spowalniania i dyfuzji), pomiary właściwości jądrowych materiałów konstrukcyjnych i pochłaniających, badanie uszkodzeń materiałów pod wpływem promieniowania. W tzw. pętli energetycznej badano chłodziwa i moderatory, poddając je działaniu dużych strumieni neutronów. Wyznaczano liczby neutronów powstających w rozszczepieniu przy różnych energiach neutronów, badano pochłanianie neutronów w pasmach rezonansowych, badano dyfrakcję i rozpraszanie neutronów na strukturach krystalicznych i wiele innych.
Badania i prace przeprowadzane na reaktorze EWA umożliwiły rozwój fizyki reaktorowej, inżynierii reaktorowej czy elektroniki jądrowej.
Podczas eksploatacji reaktora przeprowadzano próby wykorzystania wody chłodzącej z drugiego obiegu do upraw szklarniowych w pobliżu budynku reaktora. Reaktor nie był jednak nigdy wykorzystywany w celach gospodarczych.